# Szydłowo (gromada w powiecie mławskim)
Szydłowo – dawna gromada, czyli najmniejsza jednostka podziału terytorialnego Polskiej Rzeczypospolitej Ludowej w latach 1954–1972.
Gromady, z gromadzkimi radami narodowymi (GRN) jako organami władzy najniższego stopnia na wsi, funkcjonowały od reformy reorganizującej administrację wiejską przeprowadzonej jesienią 1954 do momentu ich zniesienia z dniem 1 stycznia 1973, tym samym wypierając organizację gminną w latach 1954–1972.
Gromadę Szydłowo z siedzibą GRN w Szydłowie utworzono – jako jedną z 8759 gromad na obszarze Polski – w powiecie mławskim w woj. warszawskim, na mocy uchwały nr VI/10/8/54 WRN w Warszawie z dnia 5 października 1954. W skład jednostki weszły obszary dotychczasowych gromad Giednia, Marianowo, Młodynin Mały, Nowawieś, Pawłowo, Szydłowo i Szydłówek ze zniesionej gminy Dębsk w tymże powiecie. Dla gromady ustalono 16 członków gromadzkiej rady narodowej.
31 grudnia 1959 do gromady Szydłowo przyłączono obszar zniesionej gromady Dębsk (bez wsi Krzywonoś), a także wieś Trzcianka i kolonię Trzcianka ze znoszonej gromady Wyszyny Kościelne oraz wieś Sławogóra Stara ze znoszonej gromady Windyki w tymże powiecie.
Gromada przetrwała do końca 1972 roku, czyli do kolejnej reformy gminnej. 1 stycznia 1973 w powiecie mławskim utworzono gminę Szydłowo.